# Łuka Pawłyszyn
Łuka Stepanowycz Pawłyszyn, ukr. Лука́ Степанович Павли́шин, ps. Ihor (ur. 1907 we wsi Tiapcze koło Bolechowa, zm. 1987 we Lwowie) – ukraiński oficer, jeden z organizatorów UPA.

## Życiorys
Do OUN należał od 1937, był rejonowym, a potem powiatowym przewodniczącym organizacji. Uczestnik kampanii wrześniowej, wzięty do niewoli - uciekł.
Od 1940 dyrektor szkoły na Chełmszczyźnie, jednocześnie rejonowy przewodniczący OUN, powiatowy i obwodowy referent wojskowy OUN. Od 1941 był krajowym referentem wojskowym na Generalne Gubernatorstwo, od czerwca 1941 zastępca północnej „grupy pochodnej” Mykoły Kłymyszyna.
W 1942 jeden z organizatorów oddziałów partyzanckich UPA. W 1943 porzucił organizację symulując chorobę, pracował w szkolnictwie, a potem w przemyśle chemicznym. 
Torturowany przez NKWD. W 1953 był więziony w więzieniu w Krasnojarsku, gdzie namawiał współwięźniów do współpracy z KGB.